# Toumani Djimé Diallo

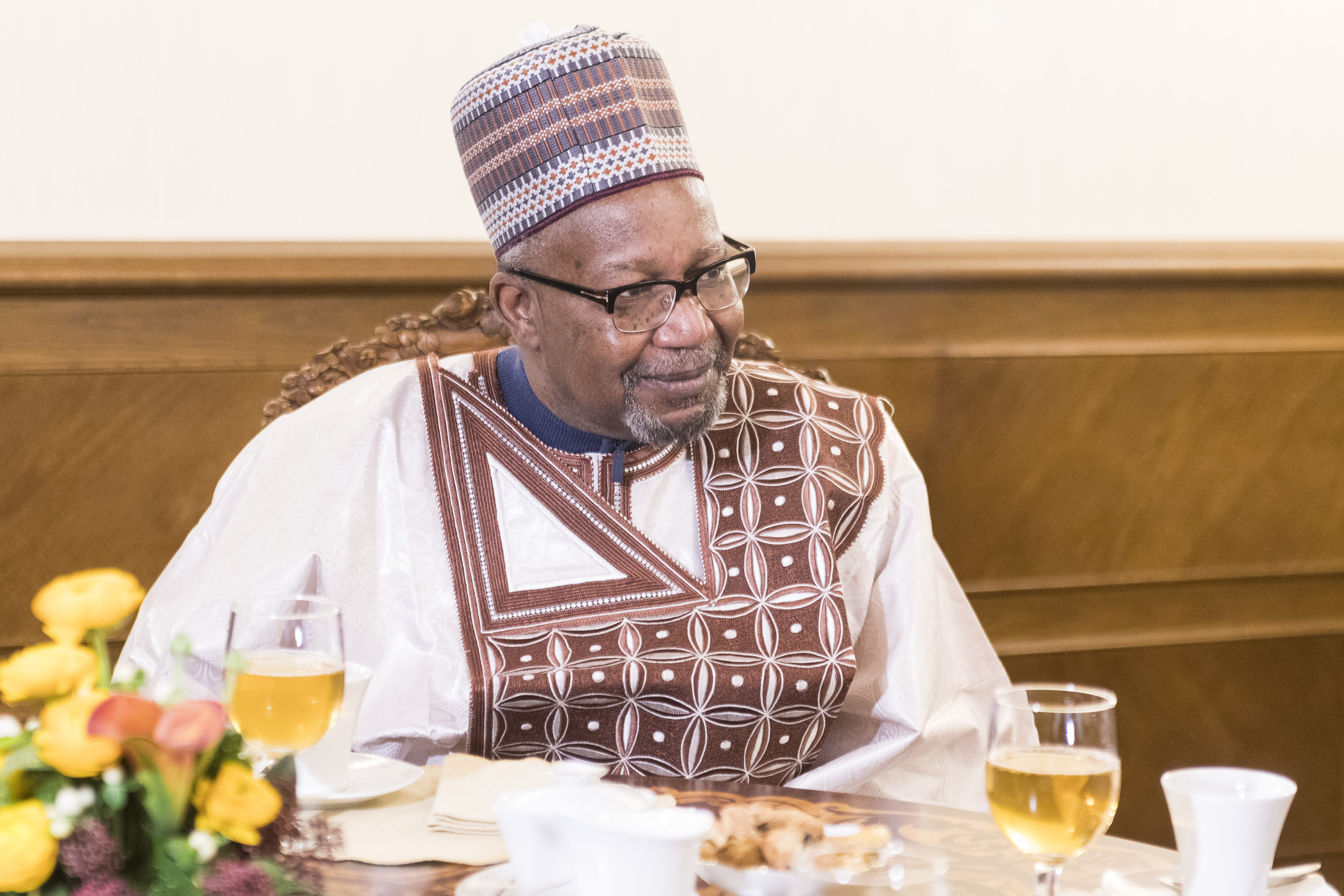
Toumani Djimé Diallo

Toumani Djimé Diallo (* 1948 in Koulikoro) ist ein malischer Diplomat.

## Leben
Er wurde als Sohn von Djimé und Seynabou Diallo geboren. Im Jahr 1965 machte er sein Abitur an der Schule Prosper Kamara in Bamako. 1967 absolvierte er die Propädeutik für Physik und Chemie an der naturwissenschaftlichen Fakultät in Abidjan in der Elfenbeinküste. Im Jahr 1968 erwarb er in Frankreich ein Universitätsdiplom im Bereich Pflanzenbiologie an der Sciences de Rangueil in Toulouse und wurde zur Landwirtschaftsschule École Nationale Supérieure d’Agronomie (ENSAT) in Toulouse zugelassen, die er von 1969 bis 1972 besuchte. Er befasste sich insbesondere mit Genetik und Pflanzenbau und schloss die Schule als Diplom-Agraringenieur ab.
Er arbeitete von 1973 bis 1977 als Lehrer für Pflanzenbau und Landwirtschaft an Landwirtschaftsschulen in Chartres und in Sées. 1978 wurde er Direktor eines zum staatlichen Unternehmens SODEFEL gehörenden Ananasanbaubetriebes in Divo in der Elfenbeinküste. Er wechselte dann zum privaten Unternehmen SAFCO. 1985 kehrte er nach Mali zurück und managte ein im Mangoexport tätiges Unternehmen.
Von März 1992 bis August 1998 arbeitete er als Berater, anschließend bis Februar 2000 als Chargé de Mission für den Premierminister. Es folgte bis September 2002 wieder eine Zeit als Berater im Wirtschaftsbereich.
Im September 2002 wurde er Sonderberater für den Präsidenten der Nationalversammlung Malis. Ein Schwerpunkt seiner Tätigkeit war die Unterstützung der malischen Parlamentsdelegation sowie der ständigen Ausschüsse der gemeinsamen parlamentarischen Versammlung der AKP-EU sowie der parlamentarischen Begleitung von WTO-Verhandlungen. Ab Februar 2007 war er als Kabinettsdirektor des Parlamentspräsidenten tätig.
Im November 2010 wurde er Botschafter Malis in Marokko. 2015 erfolgte seine Ernennung zum Botschafter in Deutschland. 2017 erfolgte seine Akkreditierung auch für Litauen und Lettland.
Am 11. März 2018 verließ er Deutschland und wurde Botschafter seines Landes in Frankreich. In Deutschland folgte ihm Oumou Sall Seck nach. In seiner Funktion als Botschafter in Frankreich löste er mit einer kritischen Äußerung zum Verhalten französischer Soldaten in Mali vor dem Ausschuss für auswärtige Angelegenheiten, Verteidigung und Streitkräfte des französischen Senats eine diplomatische Krise aus. Am folgenden Tag wurde er in das französische Außenministerium einbestellt. Zur Klärung der Lage reiste der malische Außenminister Tiébilé Dramé nach Paris. Diallo wurde zu Konsultationen zurück nach Mali gerufen. Im Dezember 2019 war er zuvor auch Botschafter in Monaco geworden.

## Persönliches
Toumani Djimé Diallo ist verheiratet und Vater von neun Kindern.